# Осипов, Лимон Сакулович
Лимон Сакулович Осипов (1880, село Велисцихе, Сигнахский уезд, Тифлисская губерния, Российская империя — неизвестно, село Велисцихе, Гурджаанский район, Грузинская ССР) — звеньевой колхоза «Ленинис Андердзи» («Ленинский завет») Гурджаанского района, Грузинская ССР. Герой Социалистического Труда (1949).

## Биография
Родился в 1880 году в армянской крестьянской семье в селе Велисцихе Сигнахского район. После окончания местной начальной школы трудился в личном сельском хозяйстве. В послевоенное время — звеньевой виноградарей в колхозе «Ленинис Андердзи» Гурджаанского района.
В 1948 году звено под его руководством собрало в среднем с каждого гектара по 102,4 центнера винограда на участке площадью 3,3 гектара. Указом Президиума Верховного Совета СССР от 9 августа 1949 года удостоен звания Героя Социалистического Труда за «получение высоких урожаев винограда в 1948 году» с вручением ордена Ленина и золотой медали «Серп и Молот» (№ 4342).
Этим же указом званием Героя Социалистического Труда были награждены труженики колхоза «Ленинис Андердзи» звеньевые Сакул Николаевич Абелашвили, Гигуш Николаевич Какалашвили и Аршак Меликович Корганов.
После выхода на пенсию проживал в родном селе Велисцихе Гурджаанского района. Дата смерти не установлена.